# Bactris
Bactris ist eine Pflanzengattung innerhalb Familie der Palmengewächse (Arecaceae). Sie ist in der Neotropis verbreitet.

## Beschreibung

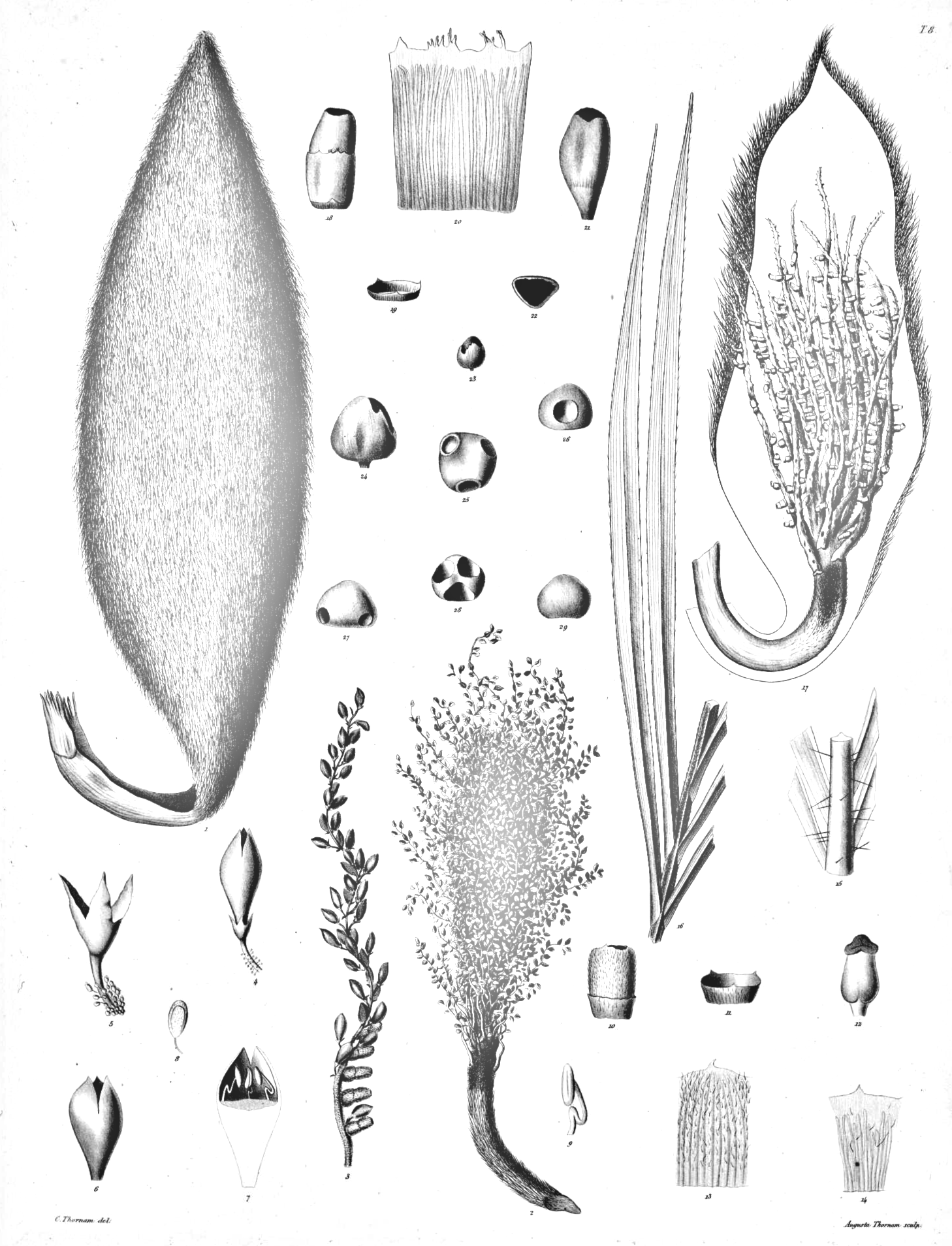
Illustration der Goldpalme (Bactris glandulosa)

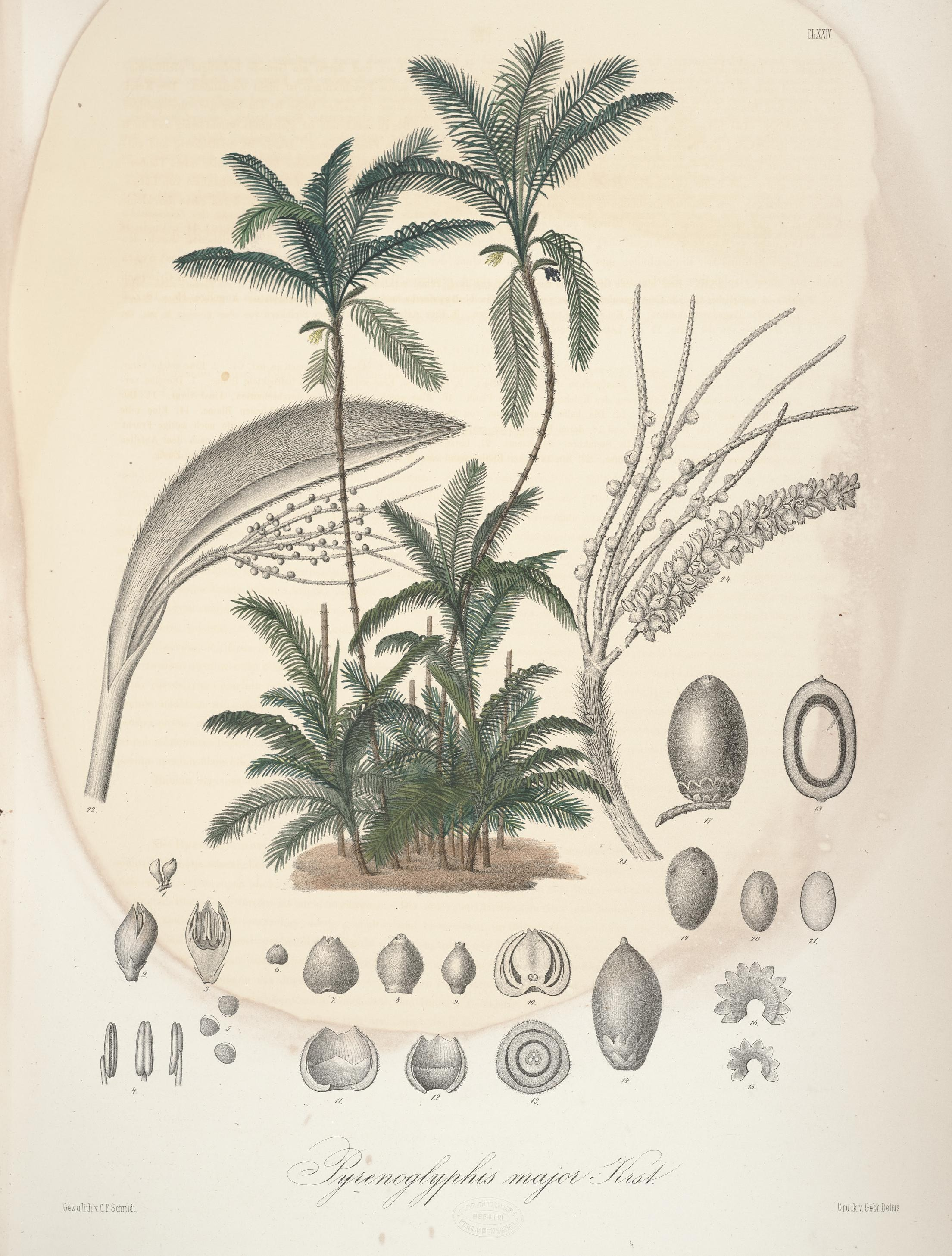
Illustration aus Florae Columbiae, Tafel CLXXIV von Bactris major

### Vegetative Merkmale
Die Bactris-Arten sind kleine bis mittelgroße Palmen. Häufig wachsen mehrere Stämme von einem Punkt aus. Die Blätter sind gefiedert oder ganz. 
Das auffallendste Merkmal sind die Stacheln, die an Blattscheiden, Blattstiel und Rhachis sitzen. Einige wenige Arten sind fast unbewehrt.

### Generative Merkmale
Die Bactris-Arten sind einhäusig getrenntgeschlechtlich (monözisch). Die Blütenstände besitzen immer männliche und weibliche Blüten. Die eingeschlechtigen Blüten sind dreizählig.

## Verbreitung
Die Gattung Bactris ist in Süd- und Zentralamerika sowie auf karibischen Inseln verbreitet.

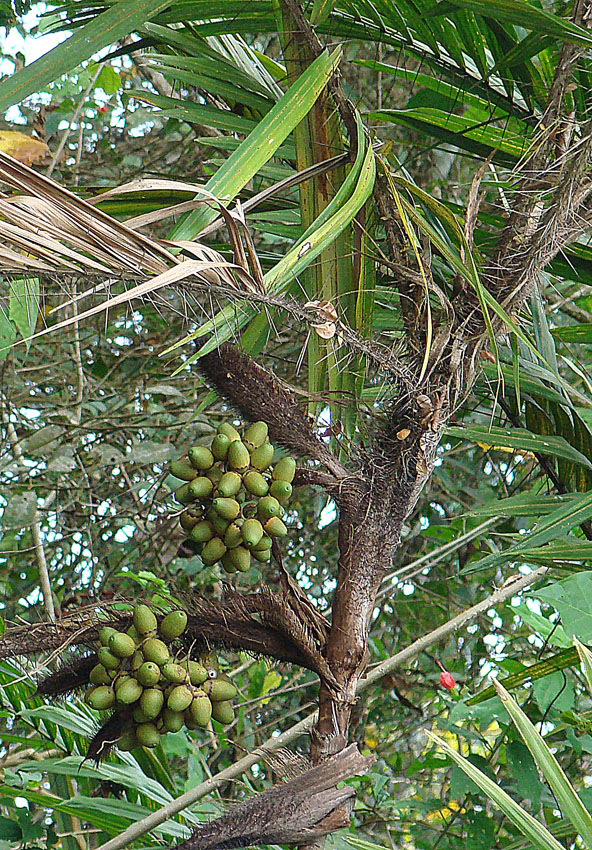
Bactris major

## Systematik
Die Gattung Bactris wurde 1777 durch Nicolaus Joseph von Jacquin in Giovanni Antonio Scopoli: Introductio ad Historiam Naturalem, 70 aufgestellt. Der Gattungsname Bactris leitet sich von altgriechischen Wort baktron für „Stab, Stütze“ ab.
Die Gattung Bactris Jacq. ex Scop. umfasst je nach Autor bis zu 240 Arten. Teilweise wird die Gattung auf drei Gattungen Bactris, Guilielma und Pyrenoglyphis aufgeteilt. Bactris wird weiter untergliedert:
- Gattung Bactris
  - Untergattung Bactris (Eubactris)
    - Sektion Bactris (Acnophyllum)
    - Sektion Aiphanoides

  - Untergattung Amylocarpus
    - Sektion Amylocarpus (Euamylocarpus)
    - Sektion Piranga

Die vier Sektionen werden mit den beiden oben genannten Gattungen auch als Gruppen bezeichnet.
Hier eine Auswahl von Arten:
- Pajuapalme (Bactris cubensis Burret)
- Pfirsichpalme (Bactris gasipaes Kunth) - Wird vor allem in Südamerika aus wirtschaftlichen Gründen angebaut.
- Goldpalme (Bactris glandulosa Oerst.) - Mehrstämmige, kleine, wenig bedornte Palme mit buschigen Fiederblättern und grünen Beerenfrüchten.
- Bactris glaucescens Drude - Eine kleine, buschig wachsende, stachlige Palme.
- Bactris jamaicana L.H.Bailey - Eine horstbildene Palme aus Jamaika.
- Bactris major Jacq.- Bis zu 8 Meter hohe, horstbildene Art.
- Bactris pilosa H.Karst. - Ist eine Ausläufer treibende, schnellwachsende Regenwaldart.